# Semiconductor Equipment and Materials International

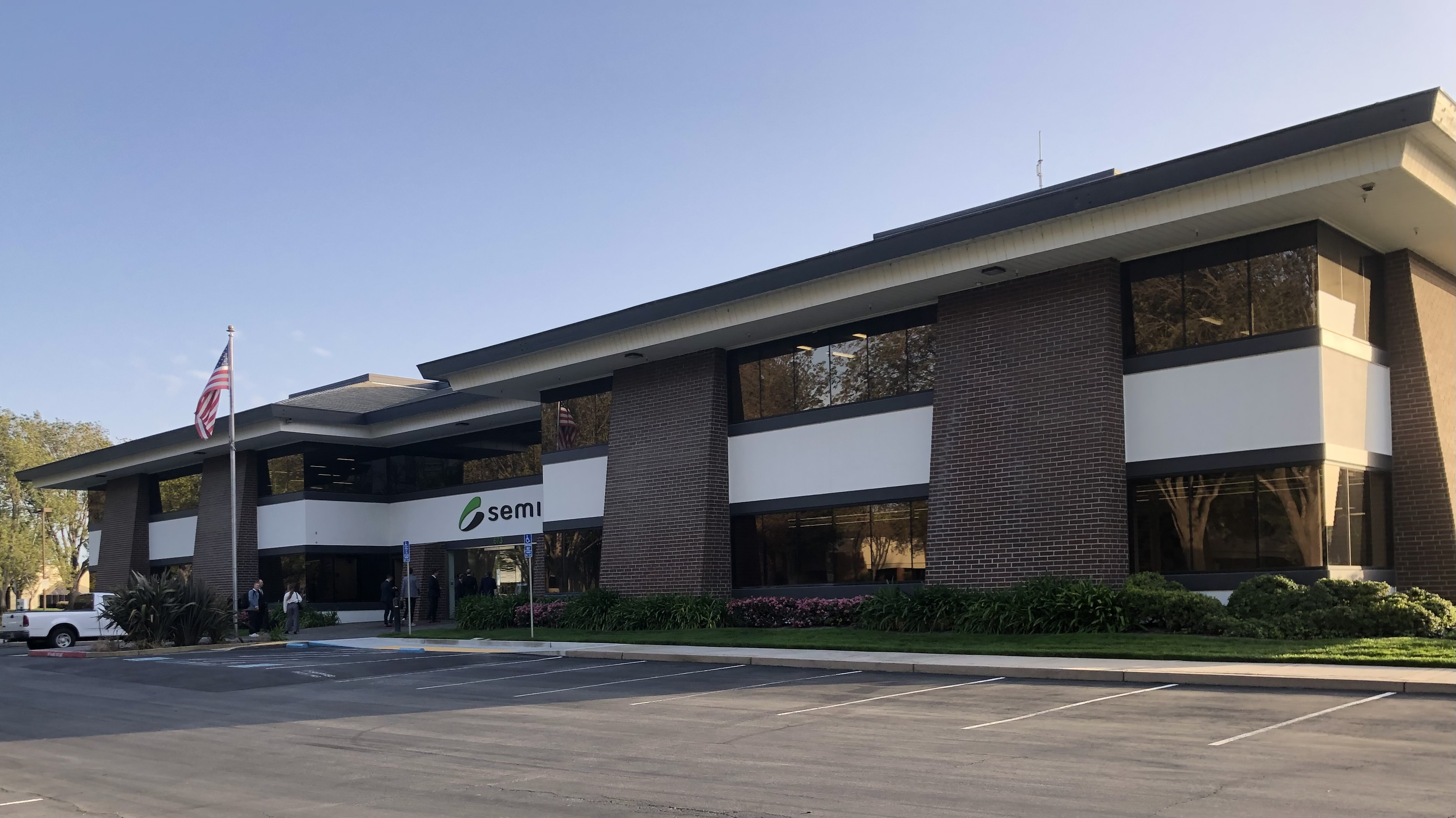
Sitz in Milpitas, 2023

Semiconductor Equipment and Materials International (SEMI) ist ein internationaler, nicht gewinnorientierter Wirtschaftsverband der Halbleiterhersteller und Zulieferer. Der Verband organisiert Messen und Konferenzen, gibt Wirtschaftsberichte aus. Ebenso gibt der Verband Industriestandards heraus, wie etwa den SEMI Equipment Communication Standard.
Gegründet wurde SEMI 1970 in den USA. Dort befindet sich auch die Hauptzentrale in Milpitas, weitere Zentralen sind in Washington D.C., Hsinchu, Seoul, Shanghai, Singapur, Tokio, Bengaluru, Berlin und Brüssel. Weltweit sind ca. 2500 Firmen und Organisationen Mitglied von SEMI, davon ca. 60 aus Deutschland, wobei die Mehrheit im Bereich der Halbleiterherstellung angesiedelt ist.

## Geschichte
Die Gründung von SEMI erfolgte im Jahr 1970 als Semiconductor Equipment and Materials Institute durch drei Anbieter von Halbleiterausrüstung aus dem Silicon Valley. Sie waren mit dem geringen Interesse, welches ihnen auf der Western Electronic Show and Convention (WESCON) entgegengebracht wurde, nicht zufrieden und wollten eine eigene Veranstaltung ausrichten. Diese fand erstmals 1971 als SEMICON mit 80 Ausstellern und ca. 2800 Besuchern in San Mateo statt. In Zürich wurde die erste SEMICON Europa mit 378 Ausstellern und insgesamt 1800 Besuchern eröffnet.
Neben der Ausrichtung von Messen begann 1973 die Entwicklung von Normen, um die technisch komplexen Verfahren in einer sich schnell entwickelnden Industrie mit vielen Anbietern zu standardisieren. So waren zuvor ca. 2000 Spezifikationen für Silizium-Wafer mit unterschiedlichen Formen, allein in den USA, gebräuchlich.